# Говард (округ, Міссурі)
Шаблон:StateAbbr_ 39°08′ пн. ш. 92°42′ зх. д. / 39.14° пн. ш. 92.7° зх. д.
Округ  Говард (англ. Howard County) — округ (графство) у штаті Міссурі, США. Ідентифікатор округу 29089.

## Історія
Округ утворений 1816 року.

## Демографія
За даними перепису 
2000 року 
загальне населення округу становило 10212 осіб, зокрема міського населення було 3836, а сільського — 6376.
Серед мешканців округу чоловіків було 4947, а жінок — 5265. В окрузі було 3836 домогосподарств, 2633 родин, які мешкали в 4346 будинках.
Середній розмір родини становив 2,98.
Віковий розподіл населення поданий у таблиці:
| Стать    | До 15 років | 15-21 | 22-29 | 30-39 | 40-49 | 50-65 | 65-85 | Понад 85 |
| -------- | ----------- | ----- | ----- | ----- | ----- | ----- | ----- | -------- |
| Чоловіки | 953         | 702   | 507   | 649   | 716   | 743   | 598   | 79       |
| Жінки    | 1012        | 719   | 458   | 609   | 729   | 767   | 765   | 206      |

## Суміжні округи
- Рендолф — північний схід
- Бун — південний схід
- Купер — південь
- Салін — захід
- Черітон — північний захід

## Виноски
1. ↑  U.S. Decennial Census. United States Census Bureau. Архів оригіналу за 26 квітня 2015. Процитовано 16 листопада 2014.
2. ↑  Historical Census Browser. University of Virginia Library. Архів оригіналу за 11 серпня 2012. Процитовано 16 листопада 2014.
3. ↑  Population of Counties by Decennial Census: 1900 to 1990. United States Census Bureau. Архів оригіналу за 3 грудня 2014. Процитовано 16 листопада 2014.
4. ↑  Census 2000 PHC-T-4. Ranking Tables for Counties: 1990 and 2000 (PDF). United States Census Bureau. Архів оригіналу (PDF) за 18 грудня 2014. Процитовано 16 листопада 2014.
5. ↑  State & County QuickFacts. United States Census Bureau. Архів оригіналу за 7 червня 2011. Процитовано 9 вересня 2013.(англ.) Наведено за англійською вікіпедією.
6. ↑  American FactFinder. Бюро перепису населення США. Архів оригіналу за 21 травня 2008. Процитовано 31 січня 2008.

| США | Це незавершена стаття з географії США. Ви можете допомогти проєкту, виправивши або дописавши її. |